# Milan Žitník
Milan Žitník (* 22. března 1945) je bývalý český fotbalový útočník. Žije v Ostravě.

## Hráčská kariéra
V československé lize hrál za ostravský Baník, aniž by skóroval (04.06.1969). Hrál převážně v B-mužstvu Baníku ve druhé a třetí lize. Druhou ligu hrál také za A-mužstvo v sezoně 1966/67 a podílel se na postupu do nejvyšší soutěže.

### Prvoligová bilance
| Ročník             | Zápasy | Góly | Minuty | Klub             |
| ------------------ | ------ | ---- | ------ | ---------------- |
| I. liga 1968/69    | 1      | 0    | 36     | TJ Baník Ostrava |
| CELKEM I. ČS. LIGA | 1      | 0    | 36     |                  |